# Joe Carducci
Joe Carducci, dont le nom complet est Donald Joseph Carducci, né le 25 août 1955 à Merced (Californie), est un essayiste, producteur musical et A&R du label indépendant SST Records. Il est l'auteur de Rock and the Pop Narcotic.

## Biographie
Joe Carducci naît en Californie mais il grandit à Naperville dans l'Illinois. Il vit pendant un temps à Chicago à la fin des années 1970 où il gère un commerce de vente de disques par correspondance. De 1981 à 1986, il est A&R, producteur et copropriétaire du label indépendant SST Records. Il travaille alors avec des groupes tels que Minutemen, Saint Vitus, Meat Puppets, Black Flag et Saccharine Trust. Carducci gère aussi son propre label de disques, Thermidor Records, qui sort les albums de The Birthday Party, the Minutemen, Oil Tasters, Flipper, Nig Heist, SPK et du groupe d'Al Jourgensen, Special Affect.
Carducci écrit les paroles de la chanson "Jesus & Tequila" des Minutemen (Double Nickels on the Dime, 1984) et de "Chinese Firedrill" sur l'album de Mike Watt Ball-Hog or Tugboat?. Joe Carducci réside ensuite à Centennial, Wyoming, où il gère Redoubt Press et O&O Recordings.
Joe Carducci est surtout connu pour être l'auteur de l'essai iconoclaste Rock and the Pop Narcotic.
Chez Squier, il crée le design de la guitare Super-sonic.
Carducci a écrit les scénarios des films sortis en 1998 Rock and Roll Punk et Bullet On A Wire. Carducci contribue au bimensuel musical Arthur the Aardvark.
En 2007, Carducci publie Enter Naomi: SST, L.A. and All That..., où il livre ses reflexions sur SST Records et sur la vie et la mort de la photographe de SST Naomi Petersen.

## Publications
- Rock and the Pop Narcotic, 1991.
- Enter Naomi: SST, L.A. and All That..., 2007.
- Life against dementia : essays, reviews, interviews, 1975-2011.